# Жанр
Жанр (от фр. genre, лат. generis — «род, вид, племя, поколение») — обобщение произведений литературы (художественной и нехудожественной), произведений изобразительного искусства, музыки, фильмов и других видов искусства в отдельные классы или категории по критерию наличия каких-либо определённых характеристик (тематика, стиль, техника исполнения и т. п.). «Общность художественных произведений, складывающаяся в процессе исторического развития искусства, на основе их самоопределения по предметному смыслу в результате взаимодействия гносеологической (познавательной) и аксиологической (оценочной) функций художественной деятельности». Такое предварительное определение не исчерпывает всех аспектов жанровой дифференциации произведений искусства. Сложность заключается в том, что понятие «жанр» находится как бы вне любых морфологических систем и, одновременно, относится к любым её компонентам и системообразующим связям.
В плане письменных произведений понятие жанра объединяет тексты, которые схожи между собой по риторике и преследуемым в рамках жанра целям, свойственны какой-либо культуре или дискурсивному сообществу, а в рамках самих сообщества или культуры существуют нормы или правила того, как должны формироваться высказывания для достижения целей жанра. Обычно под жанром понимается устоявшийся специфичный паттерн написания текстов.

## Определения понятия
Согласно общепринятой системы морфологии искусства все произведения условно подразделяются по классам, семействам, видам и разновидностям. На уровне «внешней формы», то есть по онтологическому критерию, их обычно делят на пространственные, временны́е и пространственно-временны́е. Но в каждом из этих классов возможны разные принципы формообразования и соответствующие им способы восприятия. Поэтому классы искусств делят на роды по аксиологическому принципу (или феноменологическим критериям). Например: на зрительные и слуховые (И. И. Иоффе), конкретно-предметные (изобразительные) и абстрагированные («неизобразительные»; С. Х. Раппопорт), по прагматике на «чистые» (станко́вые) и «прикладные» (бифункциональные), по семиотическому критерию: на осязательные (тактильные) и живописные (соответственно теории двух установок зрения А. фон Гильдебранда), архитектонические, музыкальные, литературные (словесные) и смешанные семейства, виды и разновидности. Всем этим классификационным группам присущи жанровые особенности.
В новейшей эстетике, лингвистике и семиологии, например в работах Дж. Дорфлеса, Г. Морпурго-Тальябуэ, М. Ризера, все искусства делятся на лингвистические и нелингвистические. К первым относится поэзия, музыка и танец, ко вторым — архитектура, живопись и скульптура. Лингвистические искусства ничего не прибавляют к предметам внешнего мира, и в этом смысле могут называться «духовными». Они — лишь высказывания. Нелингвистические искусства дополняют или трансформируют искусственную внешнюю среду. Таким образом, в литературе и живописи преобладает репрезентативный момент, а в архитектуре и музыке — презентативный.
В отличие от других близких понятий, жанр точнее всего отражает актуальность искусства, его востребованность, отклик творческих усилий художника на потребности времени и исторической обстановки. Такая обусловленность диктуется, в том числе и конкретным заказчиком, который во многих случаях сам определяет жанр будущего произведения. «Сначала появляется потребность в некоторых идеях, затем формируется функция, а потом подыскивается нужный предмет… Жанр отражает свойство избирательности художественного творчества, его прагматическую, утилитарную сторону приспособления к обстоятельствам жизни».
М. С. Каган подчеркивал другую сторону жанрового самоопределения. По его концепции главное отличие категории «жанр», заключается в том, что она обозначает модификации, вызываемые не внешним воздействием (например, одного вида искусства на другой), а исключительно внутренними причинами. Каган определяет жанр в качестве свойства «избирательности художественного творчества». Художник «всегда стоит перед необходимостью более или менее сознательного выбора некоей жанровой структуры, которая кажется ему оптимальной для решения данной творческой задачи»… Он «вынужден осуществить некий акт жанрового самоопределения».
Жанры присутствуют во всех классах, родах, семействах, видах и разновидностях искусства. Так, в живописи мы знаем исторический, мифологический, бытовой и портретный жанры, пейзаж, натюрморт. В музыке — симфонию, концерт, серенаду, ноктюрн: в музыкально-драматических видах искусства: оперу, ораторию, оперетту, кантату… В танцевальных — балет, пантомиму, эстрадный и бытовой танец… В литературе — эпический, героический, трагический жанры, роман, «плутовской роман», моралитэ, фарс, новеллу, рассказ… В архитектуре — храм, жилой дом, промышленное или торговое сооружение обычно относят к родовой дифференциации; церковь, собор, капеллу, виллу, палаццо, бельведер, эфемериду — к жанровой.
Важное значение имеют межжанровые связи и взаимодействия, порождающие различные композиционные формы. Соединение (контаминация) различных жанров способствовало появлению понятия мегажанр.
Жанровая дифференциация действительно оказывается относительно независимой, имеющей собственные принципы взаимодействия, порождающие бесконечное многообразие форм. Филолог Ю. К. Руденко на этом основании предложил оригинальное определение жанровой формы как «структурного архетипа, который определенным образом организует произведение как художественное целое и доминирует в нем, тем самым включая его в некоторый ряд предшествующих ему произведений».

## Разновидности жанра
Жанровая разновидность, или «поджанр» — иерархическая категория жанра. Две композиции, или сюжета, одного и того же жанра могут различаться по разновидности или по жанровой форме. Например, пейзаж может быть городским, сельским, морским... Портрет — камерным или репрезентативным, групповым, семейным, портретом в пейзаже или интерьере. 
Если фэнтезийная история имеет более тёмные и пугающие элементы фэнтези, она будет принадлежать к поджанру тёмного фэнтези; в то время как другая фэнтезийная история с волшебными мечами и волшебниками, будет принадлежать к поджанру меча и колдовства.

## Виды жанров
- Музыкальный жанр (см. Список музыкальных жанров, направлений и стилей)
- Танцевальные жанры (см. танец)
- Литературные жанры
  - Жанры журналистики
  - Жанры фантастики
  - Жанры аниме и манги
- Речевые жанры
- Театральные жанры
- Жанры игрового кино
- Жанры живописи / Жанровая живопись
- Жанры фотографии
- Жанры компьютерных игр